# Forces Armades d'Espanya
Les Forces Armades Espanyoles (FFAA) són l'organització encarregada de defensar la sobirania, la integritat territorial i la independència d'Espanya, segons s'estableix a la Constitució espanyola de 1978. Aquestes estan formades per: l'Exèrcit de Terra, l'Armada, l'Exèrcit de l'Aire i de l'Espai, la Guàrdia Reial i la Unitat Militar d'Emergències, així com els denominats Cossos Comuns.
Espanya és un dels estats de la Força de la Unió Europea (EUFOR) i de l'Eurocos. Així mateix, ocupa una posició destacada en l'estructura de l'Organització del Tractat de l'Atlàntic Nord (OTAN), en la qual va ingressar en 1982. A més, el cos d'Infanteria de Marina més antic del món i les dues unitats militars permanents més antigues del món: el Regiment d'Infanteria Immemorial del Rei n. 1 i el Regiment d'Infanteria Lleugera «Soria» n. 9.
A data d'1 de gener de 2015 les Forces Armades Espanyoles compten amb un total de 132.798 efectius, comptant personal en actiu i en reserva.
El comandament suprem correspon al rei d'Espanya, que exerceix com capità general. Si bé és cert que el comandament operatiu de les Forces Armades recau en el cap d'Estat Major de la Defensa, que dirigeix l'Estat Major de la Defensa, i que ostenta el càrrec de General de l'Exèrcit, General de l'Aire o Almirall general, depenent de la branca de l'exèrcit al qual pertanyi. La resta de la cúpula militar està formada per Cap d'Estat Major de l'Exèrcit de Terra,el Cap d'Estat Major de l'Exèrcit de l'Aire i de l'Espai i el Cap d'Estat Major de l'Armada. El nomenament de tots ells, el fa el president del Govern a proposta del ministre de Defensa, que actualment és Margarita Robles. Els tres Exèrcits depenen de el Ministeri de Defensa
Una notícia de 2018 va mostrar com els soldats rasos de l'exèrcit cobren salaris al voltant de mil euros mensuals.
El febrer de 2019, es va barrar l'accés a la Guàrdia Civil i a les Forces Armades d'Espanya a les persones amb disgenèsia, hipogenèsia i agenèsia gonadal i genital, criteri que ginecòlegs consideren absurd.

## Organització
L'organització està establida a grans trets per l'art. 8 de la Constitució espanyola de 1978. L'estructura bàsica dels exèrcits està establida en el Reial Decret 1207/1989, de 6 d'octubre.
- Exèrcit de Terra: Té la missió de garantir la sobirania i independència d'Espanya, defensar la seva integritat territorial i l'ordenament constitucional. El seu començament data del segle xv i és considerat un dels exèrcits més importants a nivell europeu, contribuint en diferents missions fent-li guanyar un reconeixement internacional.[10] En l'actualitat compta amb prop de 80 000 efectius.
- Armada Espanyola: Té l'obligació de garantir la sobirania i independència d'Espanya, l'ordenament constitucional, defensar la seva integritat territorial amb cura especial en el àmbit marí.[10] la seua actuació no està limitada geogràficament.[9] És una de les forces navals en activitat més antigues del món, el seu començament data del segle xv. Avui dia l' Armada Espanyola és una de les més importants del món, la tercera a nivell europeu i la sisena a nivell mundial, i una de les vuit úniques forces navals del globus capaços de projectar un nivell important de força en el seu propi hemisferi. Compta amb prop de 22 000 efectius.
- Exèrcit de l'Aire i de l'Espai: Té l'obligació de garantir la sobirania i independència d'Espanya, l'ordenament constitucional, defensar la seva integritat territorial amb cura especial en el seu espai aeri i mantenir la seguretat internacional, en operacions de pau i ajuda humanitària.[9] Avui dia compta amb 22 000 efectius. En els últims anys ha assumit els rols de vigilància espacial i d'altres relacionades amb l'espai exterior.
- Guàrdia Reial: Aquesta força constitueix la representació de les Forces Armades Espanyoles al servei de el rei, en estar formada per membres de el Exèrcit de Terra, la Armada, Exèrcit de l'Aire i de l'Espai i els cossos comuns. Data del 1504 i compta amb 1600 efectius. La Guàrdia Reial, al costat de la Guàrdia Suïssa Pontifícia i els Yeomen de la Guàrdia britànics, són considerades les unitats militars més especialitzades en escorta i protecció del món. Tenen la missió de proporcionar el servei de guàrdia militar, rendir honors i donar escortes al Rei i als membres de la seva família que es determinin, prestant anàlegs serveis als caps d'Estat estrangers quan s'ordeni.
- Unitat Militar d'Emergències: Té el compliment d'intervenir en cas de greu risc, catàstrofe, calamitat pública o altres situacions greus. En l'actualitat, la formen 3.600 efectius.
- Cossos Comuns de les Forces Armades Espanyoles: Cossos militars que conformen quatre àmbits: el Jurídic Militar, el d'Intervenció, el de Sanitat i el de Músiques Militars. Actualment, 2.991 efectius que conformen aquest cos militar.

Emblemes de les Forces Armades del Regne d'Espanya
Exèrcit de Terra
Armada Espanyola
Exèrcit de l'Aire i de l'Espai
UME
Guàrdia Reial

El comandament suprem de les Forces Armades correspon al rei (segons mana la Constitució) i la direcció és assumida pel President del Govern (segons estableix l'article 8 de la Llei Orgànica 1/1984, de 5 de gener).
L'Exèrcit de Terra, l'Armada i l'Exèrcit de l'Aire i de l'Espai estan constituïts pel Quarter General, la Força i el Suport a la Força.
Cada Quarter General està format per l'Estat Major, la Direcció d'Assumptes Econòmics i la Direcció de Serveis Tècnics, que són el nucli, i els òrgans d'assessorament i inspecció, l'assessoria jurídica, la Intervenció Delegada Central i altres òrgans determinats pel Cap de l'Estat Major.
La Força no segueix un esquema preestablert.
El Suport a la Força està articulat en dos direccions: personal i suport logístic. El Cap de Personal cobreix aspectes de recursos humans i està format per les Direccions de Gestió de Personal, Assistència al Personal i Ensenyament i Sanitat. El cap de Suport Logísitic s'encarrega de l'adquisició, abastir, manteniment, transport, infraestructura i sistemes (que en l'Armada s'anomena Construccions Navals).
El Cap de l'Estat Major de la Defensa proposa la creació i composició dels Comandaments Operatius, Unificats o Especificats que considere necessaris per a executar el Pla Estratègic Conjunt. Ell mateix mana o delega en el Cap de l'Estat Major de l'Exèrcit.
El Comandament Operatiu de les Forces Armades està format pels Comandaments Operatius Principals: Comandament Operatiu Terrestre, Comandament Operatiu Naval i Comandament Unificat Operatiu Aeri.
El govern espanyol i el seu president compten amb la Junta de Defensa Nacional, un òrgan assessor i consultiu presidit pel rei d'Espanya i format pel Cap de l'Executiu, els vicepresidents, els ministres de defensa, exterior, interior, economia i hisenda, indústria i energia i foment, el Cap de l'Estat Major de la Defensa i els Caps d'Estat Major de cada exèrcit. La Junta de Defensa Nacional proposa iniciativees relatives amb la Defensa Nacional.

### Organització territorial
L'organització territorial militar espanyola inclou l'espai marítim i aeri i s'estructura en regions o zones en funció de la valoració fonamentada en: potencials amenaces, zona geogràfica natural, necessitat operativa i logística de l'exèrcit, la garantia de la sobirania nacional en els espais, la responsabilitat de cada exèrcit, els recursos humans, econòmics i materials que hi ha en cada territori que requeririen de defensa nacional en cas de mobilització general.
L'Ordre Ministerial 151/1997 de 31 de juliol estableix les zones per a l'Exèrcit de Terra en quatre regions militars i quatre zones militars.
Regions militars:
- Primera Regió - Regió Militar Centre:
  - Comandament i Quarter General a Madrid
  - Comprén: Madrid, Toledo, Ciudad Real, Cuenca, Guadalajara, Albacete, Alacant, València, Castelló, Cáceres i Badajoz.
- Segona Regió - Regió Militar Sud:
  - Comandament i Quarter General a Sevilla
  - Comprén: Sevilla, Huelva, Cádiz, Málaga, Córdoba, Jaén, Granada, Almeria i Múrcia.
- Tercera Regió - Regió Militar Pirenàica:
  - Comandament i Quarter General a Barcelona
  - Comprén: Barcelona, Tarragona, Girona, Lleida, Saragossa, Osca, Terol i Pamplona.
- Quarta Regió - Regió Militar Nord-oest:
  - Comandament i Quarter General a Corunya
  - Comprén: Corunya, Lugo, Orense, Pontevedra, Astúries, Santander, Lleó, Zamora, Salamanca, Província d'Àvila, Segòvia, Valladolid, Palència, Sòria, Burgos, Logronyo, Vitòria, Àlaba i Guipúscoa.

Les zones militar són: Canàries, Balears, Ceuta i Melilla.
L'Armada s'organitza en Zones Marítimes. Són: la del Cantàbric, de l'Estret, del Mediterrani i de Canàries. La jurisdicció central es troba a Madrid. El litoral de cada zona es divideix en províncies marítimes i aquestes en districtes marítims, on tenen l'autoritat els comandaments militars de la Marina.
L'Exèrict de l'Aire i de l'Espai s'organitza en tres Regions Aèries, amb els seus respectius centres de comandament a Madrid, Sevilla i Saragossa, i una Zona Aèria, a les Canàries, amb el comandament a Las Palmas.
La primera regió abarca Madrid, Salamanca, Valladolid i Lleó; la segona Sevilla, Badajoz, Cádiz, Málaga, Granada, Múrcia i Albacete; la terera Saragossa, Barcelona, València i Palma.

## Funcionament
El govern espanyol té la potestat executiva i reglamentària sobre el règim del personal militar professional. Aprova les necessitats del personal militar a curt i mitjà termini, la provisió de places anual i desenvolupa criteris generals de promoció i ascens.
El govern formula la Política de Defensa i aquesta és controlada legislativament i debatuda a les Corts Generals. El President dirigeix la política de defensa i dirigeix l'actuació de les Forces Armades.
El Ministre de Defensa dirigeix, coordina i controla la política de personal i ensenyament de l'administració militar. Proposa aspectes bàsics sobre la carrera militar. També dirigeix la Policia Militar i pot dirigir la Política de Defensa si el president li delega la funció. És assessorat per la Junta de Caps d'Estat Major i els Consells Superiors de cada exèrcit.
El Cap d'Estat Major de la Defensa i els Caps dels Estats Majors de cada exèrcit s'encarreguen d'informar i assessorar al ministre de defensa sobre les necessitats de personal i formació que calen per a complir la missió assignada.
Els Consells Superiors de cada exèrcit, com són organismes col·legiats assessors i consultius del ministeri de defensa, fan informes sobre els assumptes encarregats pel ministre, els aspectes bàsics de la carrera militar i els assumptes que la competència de resoldre'ls siga del Cap de l'Estat Major de l'Exèrcit corresponent. Són escoltats en els expedients extraordinaris del personal dels exèrcits.
La Directiva de Defensa Nacional estableix els principis general de la Defensa nacional i estableix directrius que tots els ministeris estan obligats a seguir. Va aparèixer a la llum el 1992. Amb la directiva aquesta s'inicia el Cicle de Planificació de la Defensa, en la qual el Ministre de Defensa promulga la Directiva de Defensa Militar, base de la creació del Concepte Estratègic i Objectiu de Força Conjunt, que dona lloc al Pla Estratègic Conjunt.

## Missions
Espanya va participar, juntament amb aliats (França, Regne Unit, Itàlia, Dinamarca, Estats Units, Canadà) en l'ofensiva contra Gadafi a Líbia, aportant un avió cisterna, quatre F-18, una fragata, un submarí i un avió de vigilància, a més del suport logístic ofert per les bases de Morón i Rota.

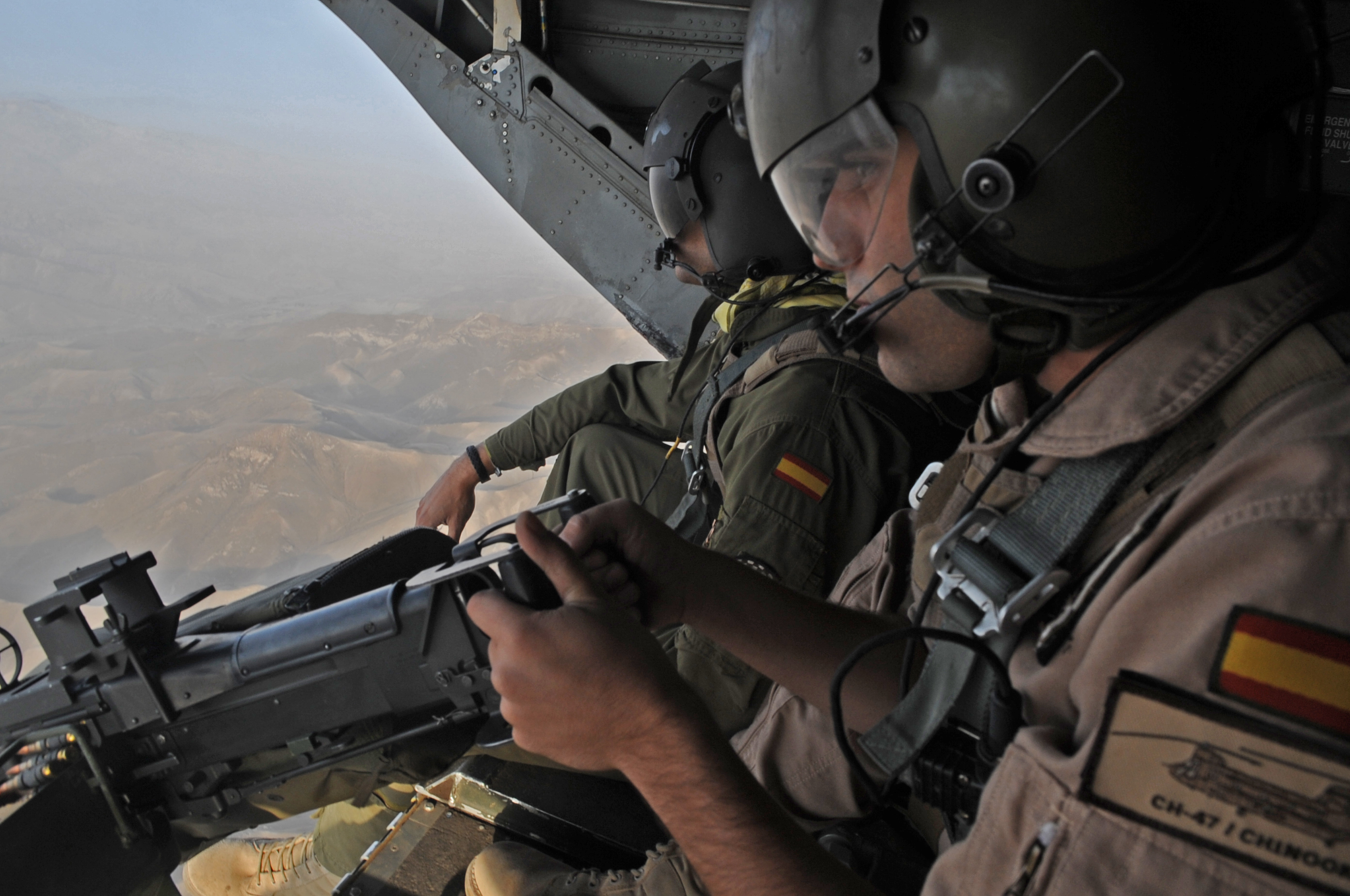
Soldats espanyols a Afganistan.

Espanya, en aquests moments, té diverses missions actives a l'estranger: al Líban amb 1.070 militars i a Afganistan amb uns altres 1.290. Al desembre de 2006, el Govern d'Espanya va establir en 7.000 el nombre màxim d'efectius desplegats simultàniament en missions internacionals.
Espanya pertany a l'OTAN des de 1982, sent ratificada la seva permanència mitjançant referèndum l'any 1986. Les condicions van ser la reducció de bases aèries i militars nord-americanes situades a Espanya des de 1953, any en què es van signar els primers acords amb els Estats Units des de la Segona Guerra Mundial, i la no integració en l'aparell militar de l'Aliança Atlàntica. Ambdues condicions segueixen sense complir-se. Des de l'arribada de la democràcia, el contacte directe amb nacions democràtiques, la progressiva introducció d'Espanya en els assumptes internacionals, la professionalització del Exèrcit de Terra, la Armada i del Exèrcit de l'Aire i de l'Espai, juntament amb l'esforç econòmic realitzat, han fet que les Forces Armades Espanyoles hagin millorat considerablement.

### Missions a l'estranger
A data 7 de març de 2018, 3.079 membres de les Forces Armades i de la Guàrdia Civil formaven part d'alguna de les 19 operacions en les quals Espanya té una participació activa.
D'acord amb les dades ofertes pel DSN, a data de març de 2018, aquestes són les missions que desenvolupen actualment les Forces Armades i la Guàrdia Civil:
| Missió              | Any          | Informació |
| ------------------- | ------------ | --- |
| EUTM Mali           | 2013-present | Missió d'assessorament en el sector de la seguretat i ensinistrament de l'Exèrcit Nacional de Mali. 299 militars desplegats. |
| EUTM RCA            | 2016-present | Missió d'ensinistrament de les Forces Armades del Govern de la República Centreafricana. L'Eurocos és l'encarregat d'executar aquesta missió. 6 militars desplegats.                                                                                         |
| EUTM Somalia        | 2010-present | Missió d'ensinistrament de les Forces Armades de Somàlia, amb la cooperació de l'ONU i la Unió Africana. 15 militars desplegats. |
| Operació Atalanta   | 2008-present | Missió de lluita contra la pirateria a l'Oceà Índic així com protecció del programa d'aliments de l'ONU. 262 militars desplegats. |
| EUFOR ALTHEA BOSNIA | 2004-present | Missió d'assessorament a les Forces Armades de Bòsnia i Hercegovina. 3 militars desplegats. |
| EUNAVFOR MED-SOPHIA | 2015-present | Missió de lluita contra la pirateria a l'oceà Índic així com protecció del programa d'aliments de l'ONU. 338 militars desplegats. Missió de lluita contra el tràfic d'éssers humans i prevenció de pèrdues de vides al Mediterrani. 261 militars desplegats. |

| Missió                        | Any          | Informació |
| ----------------------------- | ------------ | --- |
| SEA GUARDIAN                  | 2016-present | Missió de lluita contra el terrorisme en el Mediterrani. 278 militars desplegats.                                                   |
| SNMG 1 / SNMG 2 / SNMCMG 2    | -            | Unitats navals permanents de primera resposta de l'OTAN. 256 militars desplegats.                                                   |
| Policia Aèria del Bàltic      | 2004-present | Missió de protecció de l'espai aeri d'Estònia, Letònia i Lituània. 128 militars desplegats                                          |
| Operació Atalanta             | 2008-present | Missió de lluita contra la pirateria en el Oceà Índic així com protecció del programa d'aliments de l'ONU. 338 militars desplegats. |
| Enhanced Forward Presence     | 2017-present | Missió de presència de l'OTAN a la regió del Mar Negre arran de l'annexió de Crimea per part de Rússia. 336 militars desplegats.    |
| Operació Active Fence         | 2015-present | Missió de reforç de la defensa aèria de Turquia enfront de l'amenaça de míssils balístics des de Síria. 149 militars desplegats.    |
| RESOLUTE SUPPORT (AFGANISTAN) | 2015-present | Ensinistrament/Assessorament forces de seguretat afganeses. 18 militars.                                                            |

| Missió       | Any          | Informació |
| ------------ | ------------ | --- |
| UNIFIL       | 2006-present | Missió de vigilància del manteniment de la pau entre el Líban i Israel. 607 militars i guàrdies civils desplegats. |
| ONU COLOMBIA | 2016-present | Missió d'observadors del procés de pau a Colòmbia. 7 militars desplegats                                           |

| Missió                    | Any          | Informació |
| ------------------------- | ------------ | --- |
| Operació Inherent Resolve | 2014-present | Missió d'ensinistrament de les forces iraquians per lluitar contra el Daesh. 473 militars i guàrdies civils desplegats |

| Missió                               | Any            | Informació |
| ------------------------------------ | -------------- | --- |
| Suport a Mali-Senegal                | 2013 - present | Suport militar a França per facilitar el transport aeri d'operacions franceses i de la UE a Mali i Sahel. 59 militars desplegats. |
| Suport a la República Centreafricana | 2013-present   | Suport militar a França i a la UE per facilitar el transport aeri en les seves operacions. 45 militars desplegats.                |

| Missió           | Any           | Informació                                                                    |
| ---------------- | ------------- | ----------------------------------------------------------------------------- |
| Suport a Senegal | 2016- present | Activitats de seguretat cooperativa amb altres països. 5 militars desplegats. |

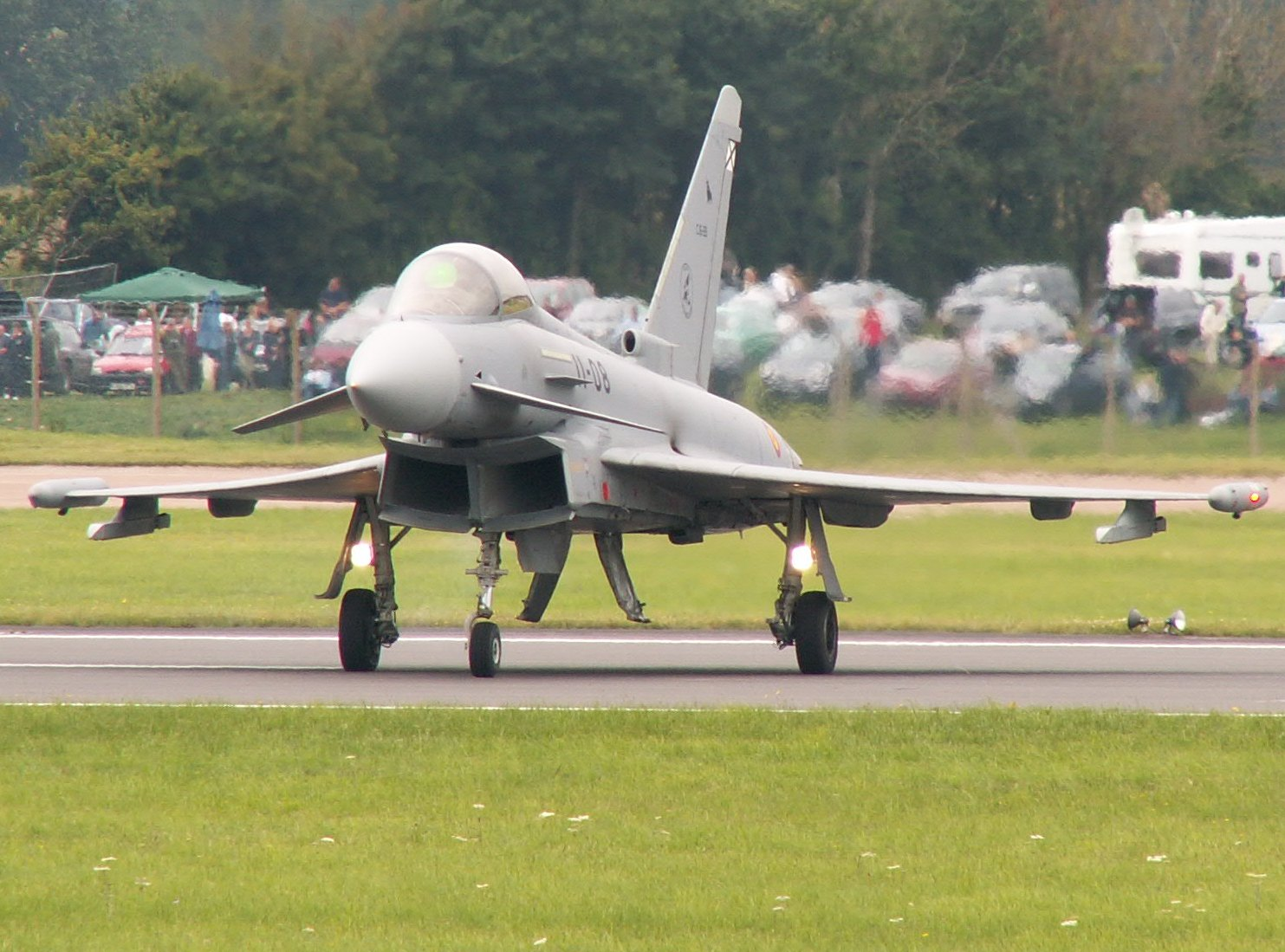
Eurofighter Typhoon espanyol.

Les Forces Armades Espanyoles també han participat en els últims anys en altres missions, sobretot humanitàries i d'observació: en Albània en 1999; Moçambic al març de 2000; República de Macedònia en 2001; Haití en 2004; Indonèsia en 2005. En 2006, Espanya va participar en Darfur (Sudan) amb l'enviament d'observadors, i en la República Democràtica del Congo. També es va participar en la Guerra de l'Iraq entre 2003 i 2004, a Gabon i al Senegal per assegurar el tràfic marítim en la Banya d'Àfrica, aquest últim amb un contingent de 33 guàrdies civils i policies nacionals, juntament amb dos patrullers i un helicòpter.
A més, en 2015, 46 militars de la Unitat Militar d'Emergències i 12 guàrdies civils del Grup d'Alta Muntanya de Jaca, van acudir per participar en labors d'ajuda humanitària i de rescat al Terratrèmol del Nepal, juntament amb 6 gossos, tres policies científics, i un Boeing 707 de transport de subministraments de l'Exèrcit de l'Aire.
En 2017, el cost d'aquestes missions en l'exterior va ascendir a gairebé 1.100 milions d'euros anuals.

## Pressupostos

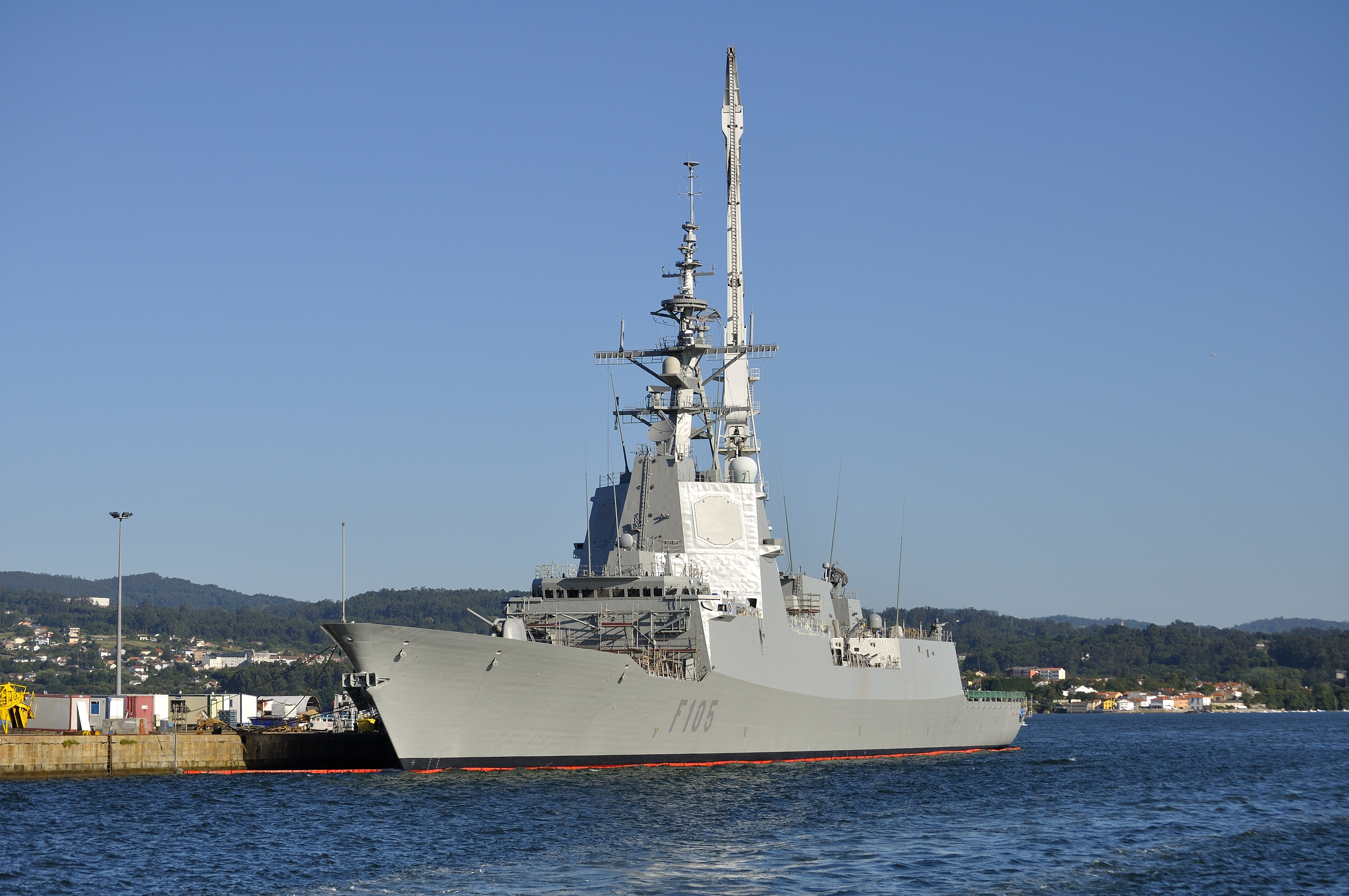
Fragata Cristóbal Colón (F-105) de l'Armada espanyola.

Els pressupostos del Ministeri de Defensa per a l'any 2008 van ascendir a 8.494.107.080 €, amb un increment del 5,63 % respecte l'any 2007. Això inclou els diners lliurats directament al Ministeri, als que cal sumar-li els diners lliurats a organismes adscrits al mateix, així com les transferències entre subsectors (del mateix o d'altres ministeris), per a un total de 9.729.305.240 €.
L'any 2009, el pressupost va ascendir a 8.255.772.260 €, amb un total consolidat després de traspassos i diners lliurats a altres organismes de 9.394.313.070 €. Seguint la línia descendent. La previsió per 2010, és de 7.694.862.260 € per al Ministeri, amb un total consolidat final de 8.817.147.570 €, una disminució del 6,14 % respecte al 2009. L'any 2011, el pressupost va ser de 6.929 milions d'euros. L'any 2012, va disminuir en un 8,8 % respecte a l'any anterior, mantenint-se en 6.316 milions d'euros.
L'any 2013 el pressupost va ser de 5.983 milions d'euros, que suposa una reducció d'un 4,8 % respecte a l'any anterior. L'any 2015, Defensa va augmentar el seu pressupost, per primera vegada en set anys, amb un 0,4 per cent més que en 2014.
L'Estat Espanyol ha invertit en els darrers anys (període 2010-2013) entre un 0,9 i un 1% del PIB en defensa situant-lo en un dels països que menys hi destina d'Europa. Tot i això en valors absoluts la inversió ha baixat notablement en el període de crisi econòmica, passant dels 20.380 milions de € el 2008 als 9.600 milions de € el 2013. Aquesta disminució ha obligat a reduir el nombre d'efectius, a limitar l'entrenament i nombre d'unitats i equipament militar desplegat. L'increment d'inversió anterior es va dedicar sobretot a programes d'armament avançat dels quals ha hagut de reduir el nombre d'adquisicions previstes i encara n'arrossega un endeutament important.

En el 2017, el pressupost va seguir augmentant als 7.572 milions d'euros. Aquest mateix any el govern es va comprometre davant l'OTAN a augmentar fins al 80% la despesa militar fins als 18.000 milions d'euros.

Armada de les Forces Armades del Regne d'Espanya
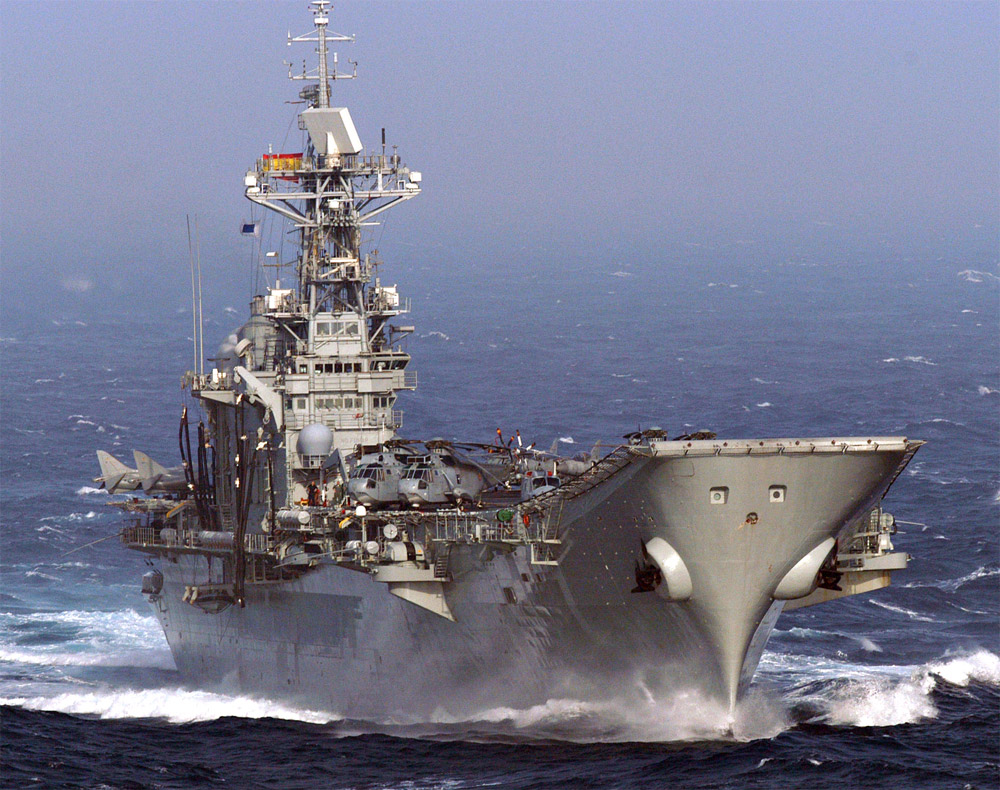
Buc Príncipe de Asturias de l'Armada Espanyola
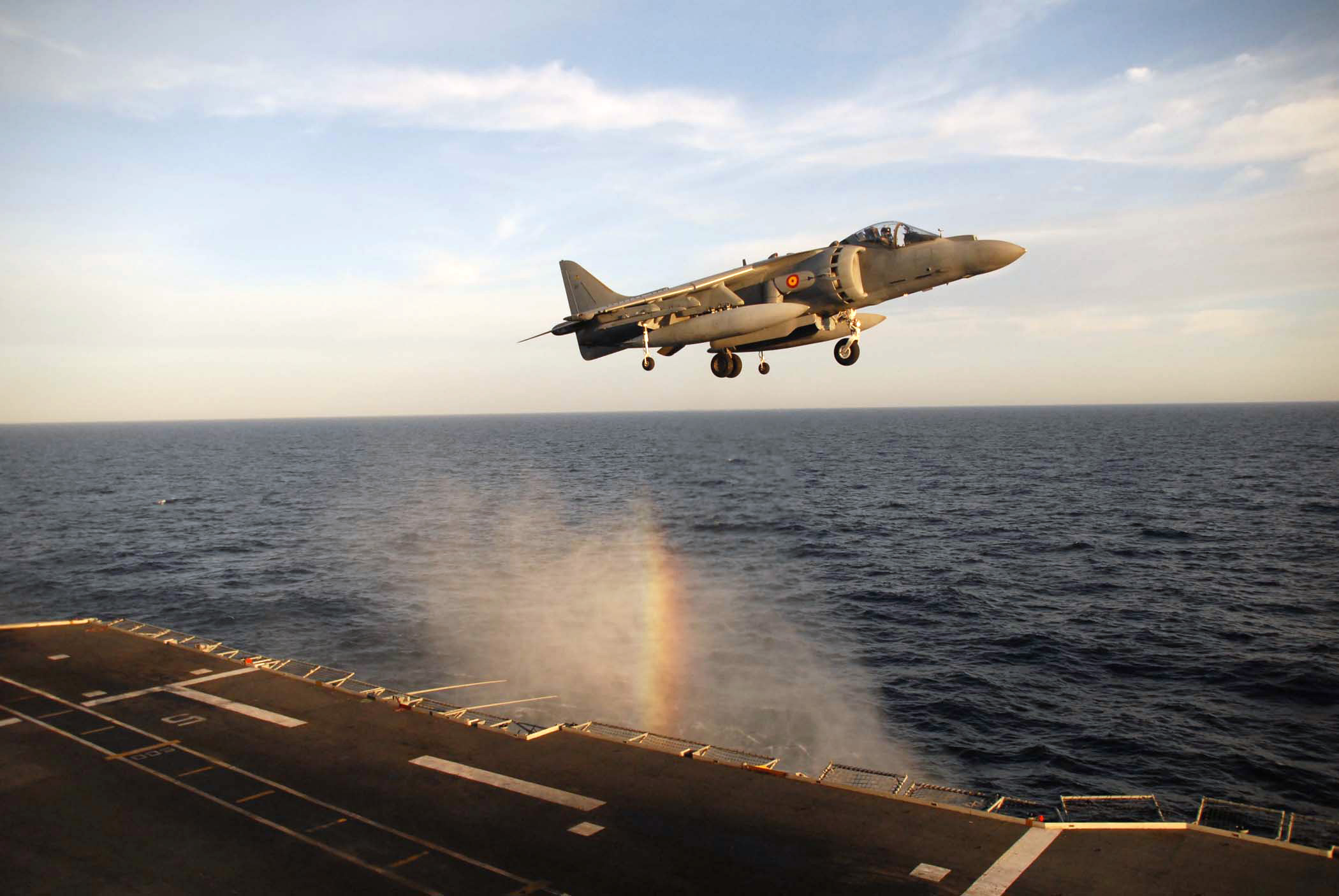
Un AV-8B Harrier II enlairant-se d'un dels bucs de l'Armada Espanyola
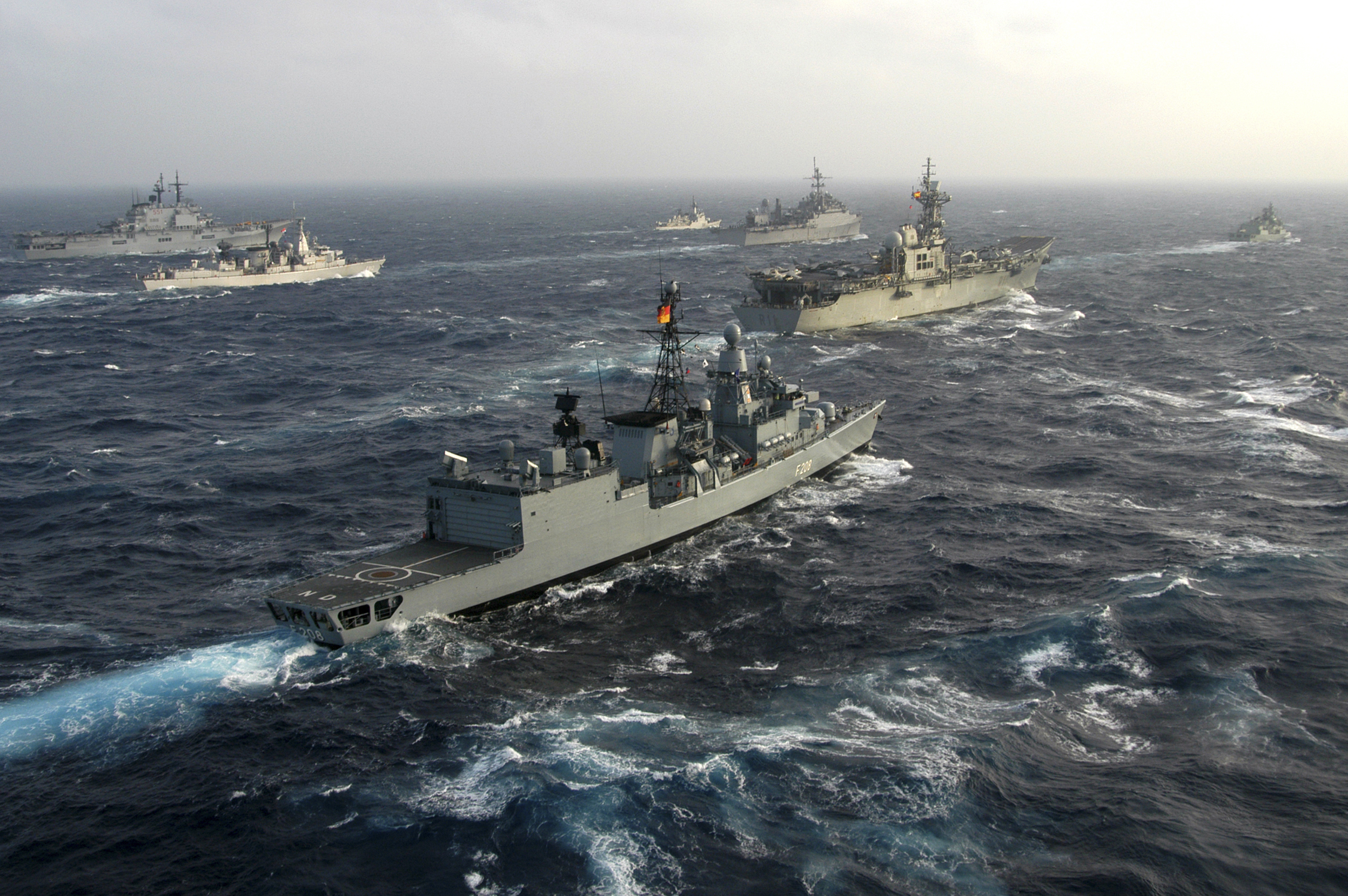
Formació de vaixells de l'Armada Espanyola

## Responsables
El comandament suprem de les Forces Armades l'ostenta el rei d'Espanya com a Capità General, si bé el comandament operatiu recau en el cap de l'Estat Major de la Defensa (JEMAD) que dirigeix l'Estat Major de la Defensa, i que ostenta ocupació de General d'Exèrcit, General de l'Aire o Almirall General, depenent de l'exèrcit al qual pertanyi.
La resta de la cúpula militar està formada per cap de l'Estat Major de l'Exèrcit de Terra (JEME), cap de l'Estat Major de l'Exèrcit de l'Aire i de l'Espai (JEMAE) i el cap de l'Estat Major de l'Armada (AJEMA), que dirigeixen, al seu vegada, cadascuna de les armes de l'Exèrcit espanyol. El nomenament de tots ells és fet pel president del Govern a proposta del ministre de Defensa. Els tres exèrcits depenen del Ministeri de Defensa.

## Regions Militars
Fins al 1997, Catalunya estava inclosa a la IV Regió Militar Pirenaica Oriental, que tenia la seva seu a Barcelona, sota el comandament del capità general de Catalunya. Entre 1997 i 2002, amb la reducció de regions derivada del Pla NORTE (Nova Organització de l'Exèrcit de Terra), Catalunya estava a la III Regió Militar, amb seu igualment a Barcelona. Finalment, el 2002 l'estructura bàsica dels exèrcits va abandonar definitivament la territorialitat, en benefici d'altres factors de caràcter funcional i operatiu. Les unitats operatives estan subordinades únicament als seus comandaments orgànics, i no als regionals. Únicament resten comandaments als territoris extrapeninsulars: Comandància General de Balears, Comandància General de Ceuta, Comandància General de Melilla, Comandament de Canàries. D'altra banda, actualment el Ministeri de Defensa compta amb una representació insitucional territorial a través de les Delegacions de Defensa: a Catalunya, es troba a l'edifici de la Comandància Naval de Barcelona. Tot i així, subsisteix una certa organització territorial a través de la Inspecció General de l'Exèrcit de Terra (que té la seva seu a Barcelona), que compta amb cinc subinspeccions: I Subinspecció General de l'Exèrcit a Madrid, II Subinspecció General de l'Exèrcit-Sud a Sevilla, III Subinspecció General de l'Exèrcit-Pirenaica a Barcelona, IV Subinspecció General de l'Exèrcit-Nord a Valladolid i V Subinspecció General de l'Exèrcit-Canàries a Santa Cruz de Tenerife.
Actualment hi ha poques instal·lacions i unitats militars dins del territori de la comunitat autònoma: l'edifici de la Capitania General de Catalunya (que acull la Inspecció General de l'Exèrcit de Terra), l'edifici del Govern Militar de Barcelona (que acull la Tercera Subinspecció General de l'Exèrcit i el Centre d'Història i Cultura Militar), la Caserna del Bruc a Barcelona (amb el Regiment d'Infanteria 'Barcelona' núm. 63 i l'Arxiu Intermedi de la Regió Militar Pirinenca), el Castell de Sant Ferran a Figueres (actualment un museu), l'Acadèmia General Bàsica de Suboficials a Talarn (Pallars Jussà), el Regiment d'Infanteria «Arapiles» núm. 62 a Sant Climent Sescebes, la Comandància Naval de Barcelona, la Comandància Naval de Tarragona, l'Ajudantia Naval de Roses, l'Aquarterament Aeri de Roses (Esquadró de Vigilància Aèria núm. 4), l'Aquarterament Aeri d'El Prat de Llobregat, el Tribunal Militar Territorial Tercer a Barcelona (del Cos Jurídic Militar), la Parròquia castrense del Parc de la Ciutadella a Barcelona (pertanyent a l'Arquebisbat Castrense d'Espanya) i la Residència d'Oficials de Barcelona.

## Museu de l'Exèrcit
Des de juliol de 2010, l'Alcàsser de Toledo allotja les col·leccions del Museu de l'Exèrcit. procedents de l'antic Salón de Reinos de Madrid.